# 效神星
效神星（62 Erato）是第62颗被人类发现的小行星，于1860年9月14日发现。效神星的直径为95.4千米，质量为9.1×1017千克，公转周期为2015.178天。
效神星以希腊神话中的缪斯厄剌托命名。